# Калантай Сергій Миколайович

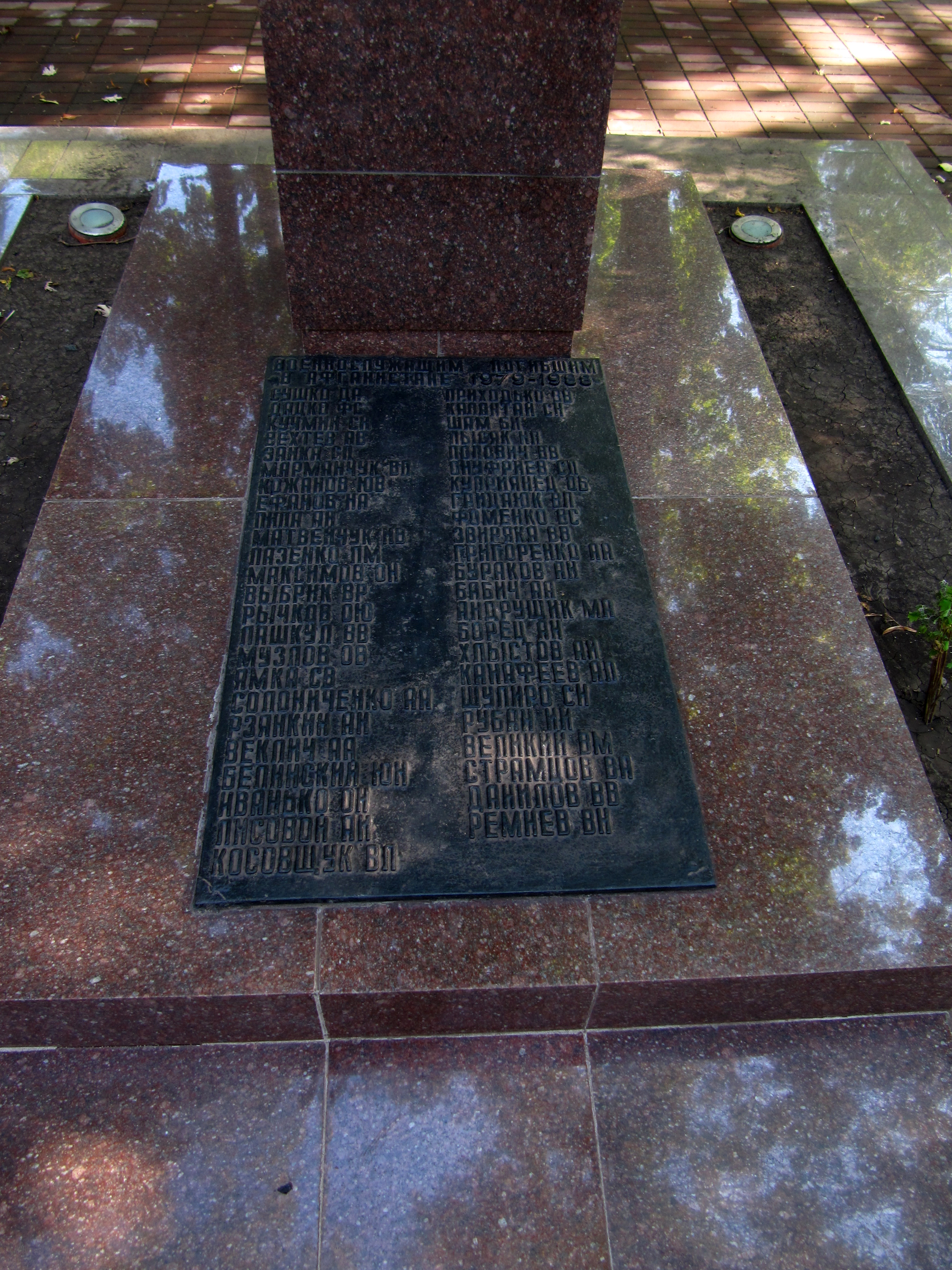
Ім'я на пам'ятнику воїнам-інтернаціоналістам на Дзержинці (Кривий Ріг)

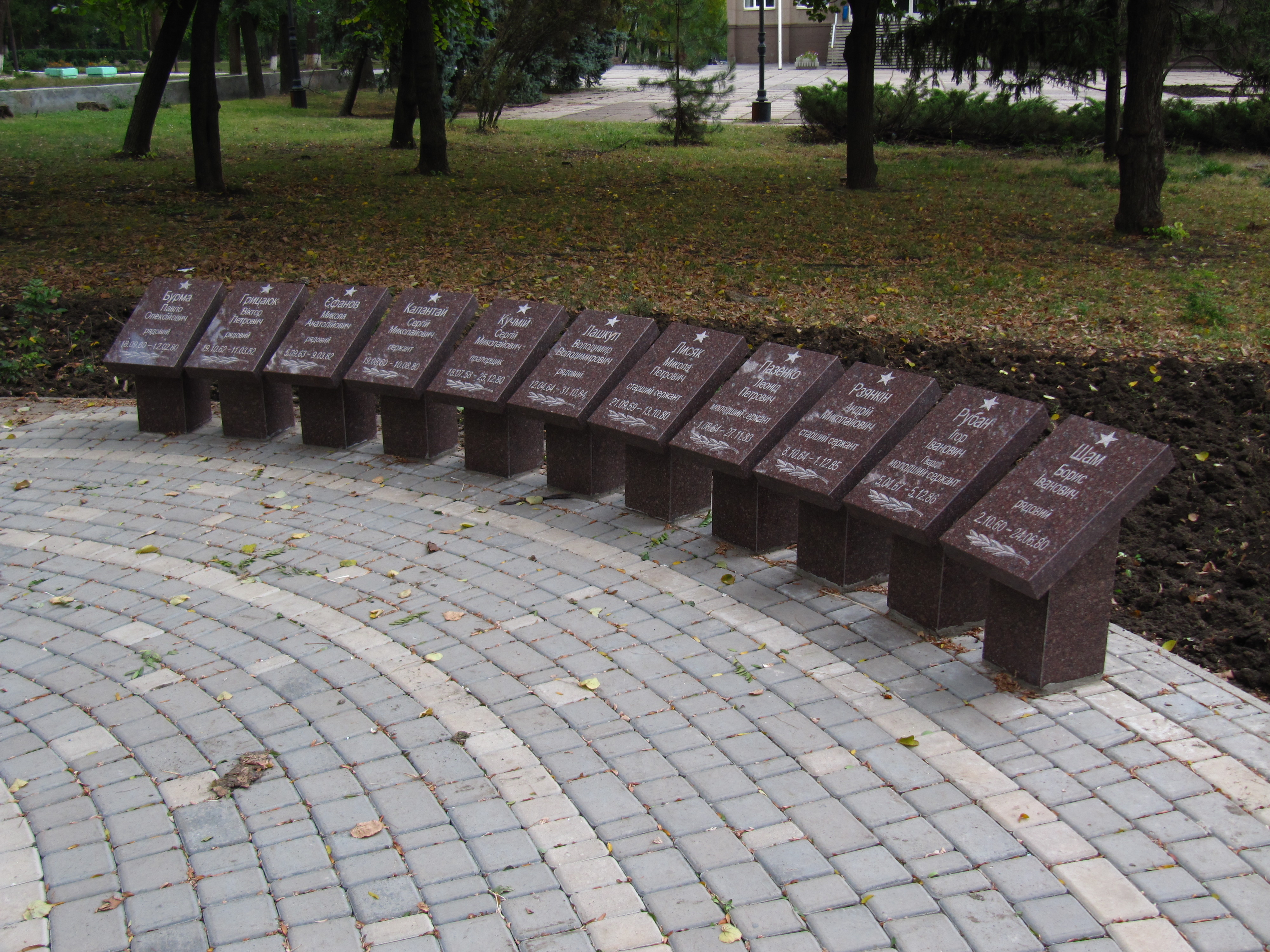
Ім'я на пам'ятнику воїнам-інтернаціоналістам на КРЕСі (Кривий Ріг)

Калантай Сергій Миколайович (29 серпня 1960 , Кривий Ріг, Дніпропетровська область  — 10 серпня 1980 , Баграм, Парван ) — радянський військовослужбовець, сержант, заступник командира взводу, учасник Афганської війни.

## Біографія
Народився 29 серпня 1960 року у місті Кривий Ріг у робітничій сім'ї.
Закінчив криворізьку середню школу № 46, 1979 року — Криворізький технікум гірничої електромеханіки.
2 червня 1979 року був призваний до Збройних сил СРСР Жовтневим районним військовим комісаріатом Кривого Рогу.
З січня 1980 служив в Афганістані в 181-му мотострілецькому полку . Брав участь у 5 рейдах.
10 серпня 1980 року в районі міста Баграма підрозділ потрапив у засідку. Очоливши групу з 5 людей, сержант Сергій Калантай потай висунувся в тил противника і атакував його. У цьому бою було смертельно поранено.
Похований у Тернівському районі Кривого Рогу.

## Нагороди
- Орден Червоної Зірки (посмертно).

## Пам'ять
- Ім'я на пам'ятнику воїнам-інтернаціоналістам у Кривому Розі;
- Іменем названа вулиця у Кривому Розі[2];
- У 1989 встановлено пам'ятний знак у Кривому Розі[3];
- Пам'ятна дошка у Кривому Розі[4];
- Ім'я на пам'ятнику загиблим воїнам-афганцям у Ювілейному парку у Кривому Розі.